# Liste der Biografien/Rj
Liste der Biografien |
Portal Biografien |
Personensuche
# |
A |
B |
C |
D |
E |
F |
G |
H |
I |
J |
K |
L |
M |
N |
O |
P |
Q |
R |
S |
T |
U |
V |
W |
X |
Y |
Z |
?
 
Ra |
Rb |
Rd |
Re |
Rh |
Ri |
Rj |
Rk |
Rl |
Rm |
Rn |
Ro |
Rr |
Rs |
Rt |
Ru |
Rv |
Rw |
Rx |
Ry |
Rz
Die Liste der Biografien führt alle Personen auf, die in der deutschsprachigen Wikipedia einen Artikel haben. Dieses ist eine Teilliste mit 71 Einträgen von Personen, deren Namen mit den Buchstaben „Rj“ beginnt.

## Rj

### Rja
- Rjabenko, Kostjantyn (* 1983), ukrainischer Eishockeyspieler
- Rjabew, Sergei (* 1951), sowjetischer Eisschnellläufer
- Rjabinin, Anatoli Nikolajewitsch (1874–1942), russischer Paläontologe und Geologe
- Rjabinin, Pawel (* 1971), kasachischer Skilangläufer
- Rjabinkina, Olga Sergejewna (* 1976), russische Kugelstoßerin
- Rjabizew, Wadim Konstantinowitsch (* 1944), russischer Ornithologe
- Rjabkina, Tatjana Jurjewna (* 1980), russische Orientierungsläuferin
- Rjabkow, Sergei Alexejewitsch (* 1960), russischer Politiker
- Rjaboschapka, Ruslan (* 1976), ukrainischer Generalstaatsanwalt
- Rjabov, Aleksander (1928–2005), estnischer Klarinettist und Dirigent
- Rjabow, Alexander Walentinowitsch (* 1975), russischer Sprinter
- Rjabow, Eduard Alexandrowitsch (* 1972), russischer Biathlet
- Rjabowa, Anastassija Witaljewna (* 1985), russische Künstlerin, Kuratorin, Lehrerin und Autorin kritischer Essays
- Rjabowa, Jekaterina Dmitrijewna (* 1997), russische Sängerin
- Rjabowa, Jekaterina Wassiljewna (1921–1974), sowjetische Navigatorin, Physikerin und Hochschullehrerin
- Rjabtschenko, Stepan (* 1987), ukrainischer Medienkünstler
- Rjabtschenko, Tetjana (* 1989), ukrainische Radrennfahrerin
- Rjabtschenko, Wassyl (* 1954), ukrainischer Maler, Grafiker, Fotograf sowie Autor von Objekten und Installationen und gilt als Vertreter der Ukrainischen Postmodernen und der „New Ukrainian Wave“
- Rjabtschinskaja, Julija Petrowna (1947–1973), sowjetische Kanutin
- Rjabtschuk, Mykola (* 1953), ukrainischer Schriftsteller und Journalist
- Rjabucha, Maksym (* 1980), ukrainischer griechisch-katholischer Ordensgeistlicher, Erzbischöflicher Exarch von Donezk
- Rjabuschinskaja, Tatjana Michailowna (1917–2000), russische Balletttänzerin
- Rjabuschinski, Dmitri Pawlowitsch (1882–1962), russischer Physiker und Hochschullehrer
- Rjabuschinski, Fjodor Pawlowitsch (1885–1910), russischer Mäzen und Organisator der Kamtschatka-Expedition (1908–1910)
- Rjabuschinski, Michail Pawlowitsch (1880–1960), russischer Bankier und Mäzen
- Rjabuschinski, Nikolai Pawlowitsch (1877–1951), russischer Publizist, Kunstsammler, Maler, Dichter und Mäzen
- Rjabuschinski, Pawel Michailowitsch (1820–1899), russischer Unternehmer und Mäzen
- Rjabuschinski, Pawel Pawlowitsch (1871–1924), russischer Unternehmer, Bankier und Politiker
- Rjabuschinski, Sergei Pawlowitsch (1872–1936), russischer Unternehmer, Mäzen und Bildhauer
- Rjabuschinski, Stepan Pawlowitsch (1874–1942), russischer Unternehmer, Bankier, Ikonensammler und Mäzen
- Rjabuschinski, Wladimir Pawlowitsch (1873–1955), russischer Unternehmer und Bankier
- Rjabuschkin, Andrei Petrowitsch (1861–1904), russischer Maler
- Rjabykin, Dmitri Anatoljewitsch (* 1976), russischer Eishockeyspieler
- Rjabyschew, Dmitri Iwanowitsch (1894–1985), sowjetischer Generalleutnant
- Rjabzew, Wladislaw Wadimowitsch (* 1987), russischer Ruderer
- Rjachowski, Oleg Anatoljewitsch (1933–2023), sowjetischer Dreispringer, Maschinenbauingenieur und Hochschullehrer
- Rjaïbi, Edem (* 1994), tunesischer Fußballspieler
- Rjangina, Serafima Wassiljewna (1891–1955), russische bzw. sowjetische Malerin
- Rjasankin, Alexander Wiktorowitsch (* 1949), sowjetischer Ruderer
- Rjasanow, Alexei Konstantinowitsch (1920–1992), sowjetischer Jagdflieger und zweifacher Held der Sowjetunion
- Rjasanow, Dawid Borissowitsch (1870–1938), russischer Marxist
- Rjasanow, Eldar Alexandrowitsch (1927–2015), sowjetisch-russischer Filmregisseur und DrehbuchautorEldar Alexandrowitsch Rjasanow (1927–2015)

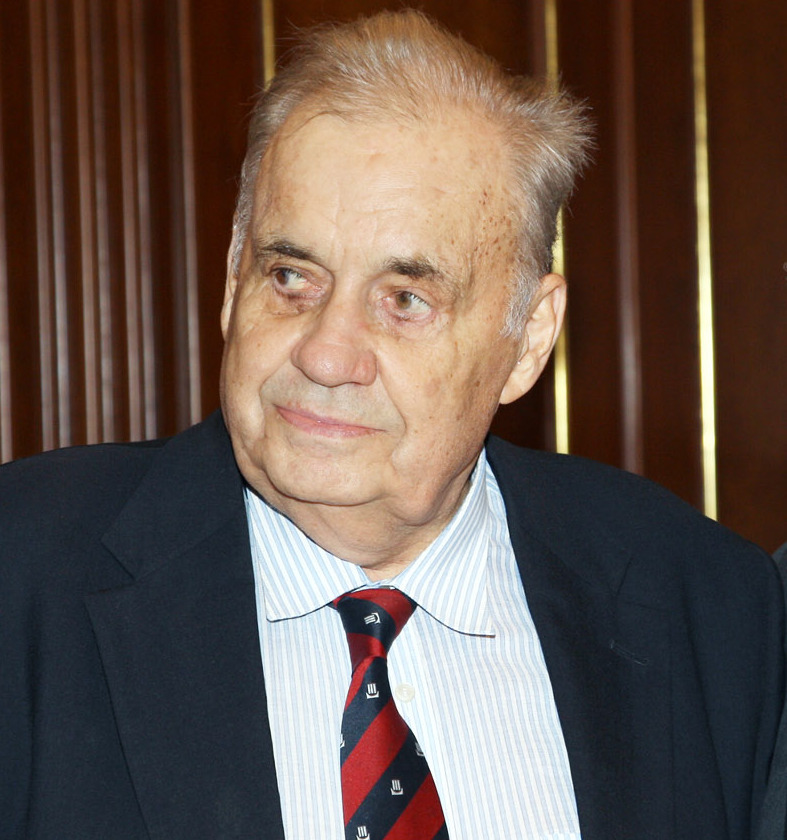
Eldar Alexandrowitsch Rjasanow (1927–2015)

- Rjasanow, Juri Sergejewitsch (1987–2009), russischer Turner
- Rjasanow, Michail Gennadjewitsch (* 1986), russischer Eishockeyspieler
- Rjasanow, Pjotr Borissowitsch (1899–1942), russischer Komponist, Musikwissenschaftler und Hochschullehrer
- Rjasanowa, Jekaterina Wladimirowna (* 1991), russische Eiskunstläuferin
- Rjasanski, Michail Sergejewitsch (1909–1987), sowjetischer Funktechniker
- Rjasanski, Sergei Nikolajewitsch (* 1974), russischer Kosmonaut
- Rjasanzew, Alexander Alexandrowitsch (* 1986), russischer Fußballspieler
- Rjasanzew, Alexander Wladimirowitsch (* 1980), russischer Eishockeyspieler
- Rjasanzew, Alexander Wladimirowitsch (* 1985), russischer Schachgroßmeister
- Rjasanzewa, Natalja Borissowna (1938–2023), sowjetische bzw. russische Drehbuchautorin und Hochschullehrerin
- Rjaschkina, Nadeschda Walentinowna (* 1967), russische Geherin
- Rjaschko, Darja (* 1995), kasachische Skilangläuferin
- Rjaschskaja, Olga Georgijewna (1941–2021), russische Physikerin
- Rjassenski, Jewgeni Alexandrowitsch (* 1987), russischer Eishockeyspieler
- Rjassina, Larissa Pawlowna (* 1987), russische Skilangläuferin
- Rjassowa, Walentina Alexandrowna (* 1998), russische Triathletin

### Rjd
- RJD2 (* 1976), US-amerikanischer Musiker

### Rje
- Rjelka, Hanka (* 1983), sorbische Schauspielerin
- Rjemjen, Anastassija (* 1993), ukrainische Leichtathletin
- Rjemjen, Marija (* 1987), ukrainische Sprinterin
- Rjesanow, Oleksandr (1948–2024), sowjetischer Handballspieler und sowjetischer bzw. ukrainischer -trainer

### Rjo
- Rjosk, Hanns-Kristian (1943–2007), deutscher Mediziner und Pionier auf dem Gebiet der Reproduktionsmedizin

### Rju
- Rjumin, Michail Dmitrijewitsch (1913–1954), sowjetischer stellvertretender Minister für Staatssicherheit
- Rjumin, Nikolai Nikolajewitsch (1908–1942), sowjetischer Schachspieler
- Rjumin, Waleri Wiktorowitsch (1939–2022), sowjetischer bzw. russischer Kosmonaut
- Rjumina, Lidija Nikolajewna (1904–1982), sowjetische Theaterschauspielerin und Filmschauspielerin
- Rjurik, Fürst der Waräger, gilt als Gründer RusslandsRjurik

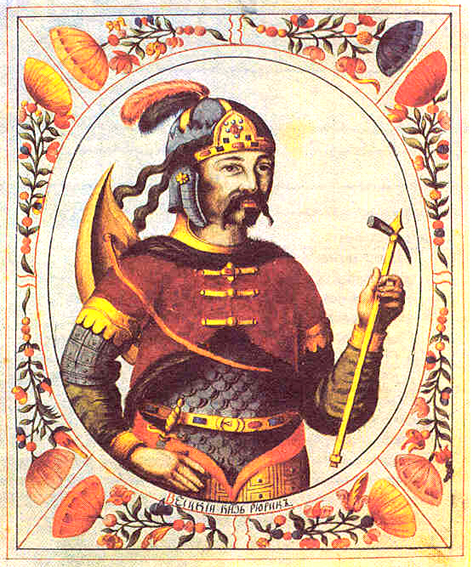
Rjurik

- Rjutin, Martemjan Nikititsch (1890–1937), sowjetischer Politiker
- Rjutow, Dmitri Dmitrijewitsch (* 1940), russischer Physiker